# کسانی که از خیر املاس گذشتند
«کسانی که از خیر اُمِلاس گذشتند» (به انگلیسی: The Ones Who Walk Away from Omelas) داستانی کوتاه از اورسولا لو گویین است که در سال ۱۹۷۳ برای اولین‌بار منتشر شد. یک داستان فلسفی است که از طرح داستانی بسیار ساده و توضیحات انتزاعی از شخصیت‌ها تشکیل شده‌است؛ تأکید راوی بر شهری آرمان‌شهری با نام اُمِلاس (به انگلیسی: Omelas) و شهروندان آن است.
این داستان در سال ۱۹۷۴، نامزد دریافت جایزه لوکس و برندهٔ جایزه هوگو برای بهترین داستان کوتاه سال شد.

## انتشار
این داستان ابتدا در سال ۱۹۷۳ در کتاب "New Dimensions 3" با ویرایش رابرت سیلوربرگ منتشر شد که در آن گلچینی از داستان‌های علمی-تخیلی آمده بود. سپس در ۱۹۷۵ در کتاب "The Wind's Twelve Quarters" از لو گویین دوباره منتشر شد. پس از آن در مجموعه‌های مختلفی بارها چاپ شده‌است.
همچنین در سال ۱۹۹۳ به‌طور جداگانه در ۳۱ صفحه به عنوان کتابی (ISBN 0-88682-501-6) برای جوانان منتشر شد.

## داستان
داستان آن دربارهٔ آرمان‌شهری با نام اُملاس است که ساکنانش باهوش و بافرهنگ‌اند و در شادی و خوشی به سر می‌برند. همه چیز این شهر خوب و زیباست به جز یک مسئله: تمامی بخت و پایداری شهر تنها به این وابسته است که یک بچه را در تاریکی، آلودگی، گرسنگی و بدبختی نگاه دارند و با او به ستم رفتار کنند؛ تمامی شهروندان نیز پس از اینکه به بلوغ رسیدند باید از این مسئله آگاه شوند و آن کودک نگون‌بخت را یک‌بار ببینند.
پس از آنکه شهروندان در آستانهٔ بزرگسالی از این مسئله خبردار می‌شوند شوکه شده و از این رسم شهر بیزار می‌شوند اما پس از مدتی به آن خو کرده و خود را با این مسئله که بدبختی آن بچه باعث خوشبختی شهر می‌شود سازگار می‌کنند. با این حال، اندکی از شهروندان، جوان یا پیر، روزی، به آرامی و در خاموشی، شهر را رها کرده و می‌روند؛ به جایی که هیچ‌کس نمی‌داند کجاست. آخرین جملات داستان چنین است: «مکانی که آن‌ها می‌روند برای ما حتی از شهر شادمانی نیز غیرقابل‌تصورتر است. من هرگز نمی‌توانم توصیفش کنم. ممکن است اصلاً وجود نداشته باشد. اما به نظر می‌رسد آن‌ها می‌دانند به کجا می‌روند. همان‌هایی که از اُملاس می‌روند.»

## پیشینه داستان
لو گویین می‌نویسد: «ایده اصلی این داستان از قربانی کردن یک نفر برای دیگران می‌آید. برخی با عنوان کردن منبع ایده آن از برادران کارامازوف نوشته داستایوفسکی پرسیدند چرا آنرا به ویلیام جیمز نسبت می‌دهم؟ حقیقت این است که من از ۲۵ سالگی دیگر داستایوفسکی نخوانده‌ام و نمی‌دانستم که این ایده در آن نیز آمده‌است. اما هنگامی که در کتاب فیلسوف اخلاقی و زندگی اخلاقی از جیمز آنرا دیدم به یاد آن افتادم.»
ویلیام جیمز چنین نوشته‌است:
"اگر فرض را بر این بگذاریم که آرمان‌شهر آقایان فوریه، بلامی و موریس پدید آید و میلیون‌ها انسان در آن به شادکامی به سر برند اما با این شرط که یک روح در تنهایی و دور از همه‌چیز در شکنجه و عذاب به سر ببرد، چه احساسی ویژه علی‌رغم میل ناگهانی چنگ زدن به آن همه خوشبختی در ما ایجاد می‌شود، چه سان زشت است آن‌همه شادکامی که آزادانه در ازای چنین معامله‌ای بدست می‌آید؟"
لو گویین گفته که نام شهر (اُمِلاس) هنگامی به ذهنش خطور کرده که در جاده‌ای نشانه راهنمایی شهر سیلم در ایالت اورگن را در آینه ماشین دیده‌است. (به انگلیسی: Salem, Oregon) و به این دلیل هنگامی که مردم از چگونگی ایده اولیه این داستان از او می‌پرسند پاسخ داده که: «از فراموش کردن داستایوفسکی و خواندن برعکس تابلوی رانندگی. از چه جای دیگری؟».